# Angelstein

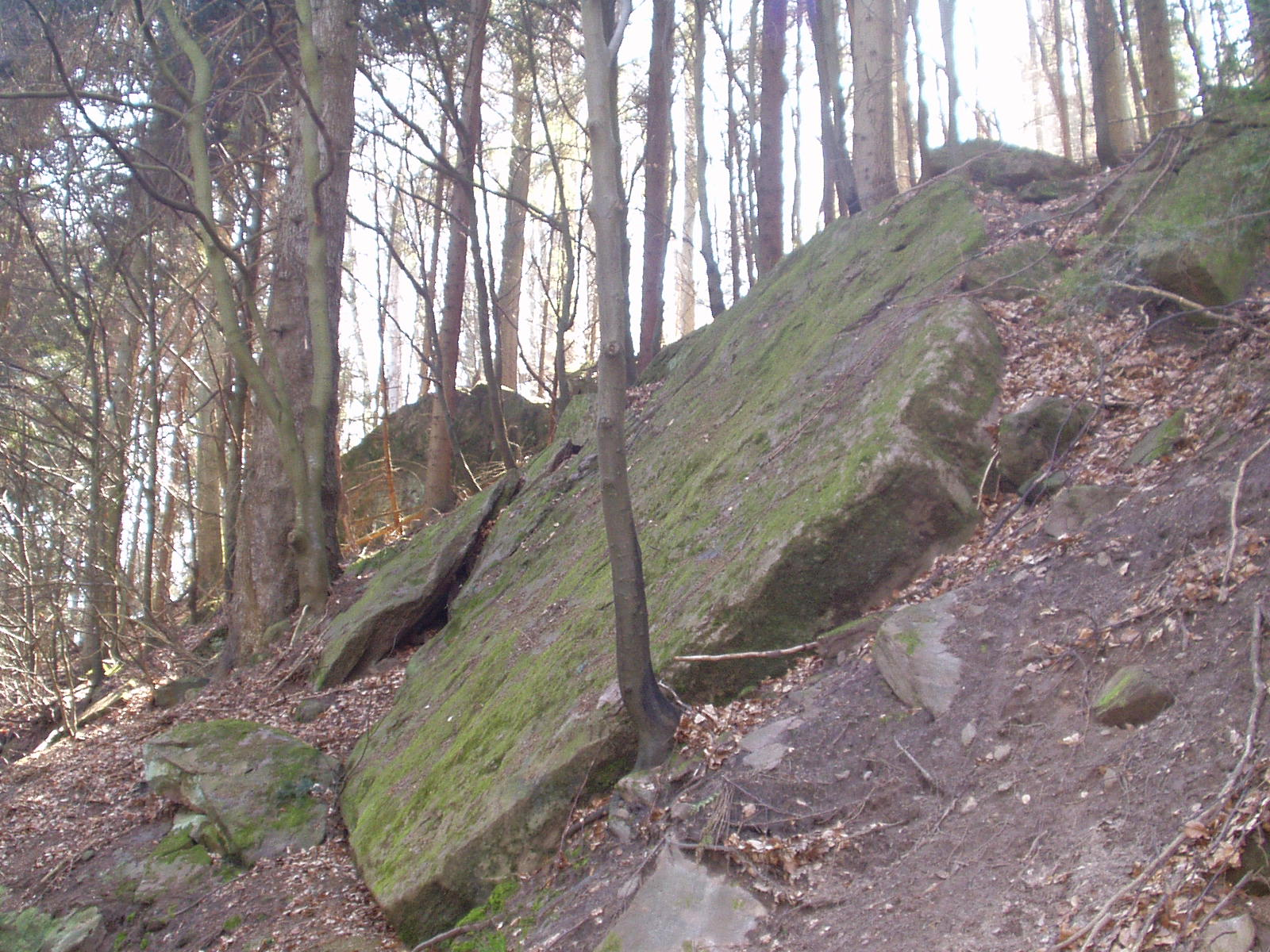
Angelstein

Der Angelstein ist eine markante Felsengruppe im Nordschwarzwald bei Neuenbürg. Er liegt am Osthang des 556 Meter hohen Sägkopfes, einer bewaldeten Bergkuppe zwischen dem Enztal im Norden und Westen und dem Grösseltal im Osten. Teilweise liegen die Blöcke aus Mittlerem Buntsandstein so übereinander, dass sie bewohnbar sind und in Notzeiten zu diesen Zwecken auch genutzt wurden. Die Felsengruppe ist wegen ihrer naturgeschichtlichen, landschaftstypischen und kulturhistorischen Bedeutung als flächenhaftes Naturdenkmal und unter dem Namen Felsgruppe Angelstein, Neuenbürg-Waldrennach mit einer Größe von 0,1 ha auch als Geotop geschützt.